# Gumprecht I. von Neuenahr-Alpen
Gumprecht I. (III.) von Neuenahr-Alpen (* 1465; † 5. April 1504) war deutscher Adliger, durch Erbe als Gumprecht IV. Kölner Erbvogt und Graf von Limburg. Zwischen 1486 und 1500 nahm er regelmäßig als Mitglied der Kurkölner Delegation an Hof- und Reichstagen teil.

## Abstammung
Gumprecht I. (III.) kam als Sohn des Grafen Friedrich von Neuenahr-Alpen (* um 1439; † 22. Juni 1468) und dessen Ehefrau Eva von Linnep (* um 1420; † 1483) zur Welt.

## Leben
Ursprünglich war Gumprecht I. von dem Kölner Domherren und Propst von Emmerich Graf Moritz von Spiegelberg (* 1406/07; † 1483) für ein Kanonikat am Kölner Dom nominiert worden. Am 24. Juli 1467 wurde ihm die Präbende (Pfründe) des verstorbenen Scholasters Ludwig von Wertheim übertragen. 1477 wurde er als Kanoniker emanzipiert.
Nachdem sein Vater im Jahr 1468 in Wachtendonk gefallen war, erbte Gumprecht I. Alpen. Nach dem Tod der Mutter erbte Gumprecht I. um das Jahr 1483 Helpenstein und das Schloss Linnep, und nach dem Tod des Großvaters Gumprecht II. von Neuenahr im Jahr 1484 kam noch der Teil des Kondominium der Grafschaft Limburg sowie die Kölner Erbvogtei hinzu. Er verzichtete 1484 auf sein Kölner Kanonikat, das am 1. Juli 1484 Erich von Sachsen-Lauenburg (1472–1522) erhielt, der spätere Bischof von Hildesheim und Münster. Zu seinem Bevollmächtigten in der Rücktrittsangelegenheit bestellte er den jülich-bergischen Rat Wigher von Hassent († 1510), Propst von St. Martinus in Kerpen.
Erzbischof Hermann IV. von Hessen († 1508) verschrieb 1485 an Graf Gumprecht I. von Neuenahr-Alpen 300 Gulden jährlich aus dem Zoll zu Bonn und 110 Gulden, 1 Mark, 8 Schillinge aus dem Zoll zu Linz als Manngeld. Erzherzog Maximilian I. (1459–1519) vermittelte 1486 in einem Streit zwischen dem klevischen Lehensmann Dietrich von Bronkhorst-Batenburg († 1508), Herrn zu Rimburg und Gronsfeld, Sohn des Heinrich von Bronkhorst-Batenburg und der Katharina von Alpen-Hönnepel, und dem kurkölnischen Lehensmann Gumprecht I. von Neuenahr um Schloss und Herrschaft Alpen.
Im Januar und Februar 1486 nahmen Gumprecht I. von Neuenahr-Alpen und sein Onkel Wilhelm I. von Neuenahr im Gefolge des Kölner Erzbischofs am Wahltag in Frankfurt am Main teil; sie nahmen Quartier im Gasthaus Zu der Weinreben in der Töngesgasse / Ecke Liebfrauenberg. Nach der Krönung von Maximilian I. zum römisch-deutschen König in Aachen wurde Gumprecht I. von Neuenahr-Alpen im April 1486 zum Ritter geschlagen. Als Kölner Erbvogt nahm er anschließend vor dem Kölner Dom nach altem Zeremoniell und einem 1442 von Friedrich III. (1415–1493) seinem Großvater Gumprecht II. von Neuenahr († 1484) verbrieften Recht das Reitpferd des Königs in Empfang.
1487 wurde Gumprecht I. von dem Kölner Erzbischof Hermann IV. von Hessen mit Alpen belehnt und war in dessen Gefolge auf dem Reichstag Kaiser Friedrichs III. in Nürnberg. 1489 nahm „Der zu Neuenar“ am Reichstag in Frankfurt am Main teil. Kaiser Friedrich III. beauftragte 1489 Erzbischof Hermann IV. mit der Führung eines Prozesses gegen Dietrich von Bronkhorst-Batenburg wegen dessen Versuch, die Herrschaft Alpen in Besitz zu nehmen. 1490 verkaufte Gumprecht I. von Neuenahr-Alpen der Stadt Neuss einen Morgen Holzung, der an der Ark (dem 1456 angelegten Stauwehr der Erft im Selikumer Busch) lag.
Seiner Schwester Elisabeth († 1505) gab Gumprecht I. von Neuenahr-Alpen 1492 bei ihrer Heirat mit Graf Johann von Limburg-Broich († 1511) den Limburger Hof zu Wülfrath und den Zehnten zu Heißen aus dem Erbe seiner Großmutter Margarethe von Limburg-Broich († 1479) als Mitgift. 1495 nahm er als Mitglied und Bannerträger der Kurkölner Delegation am Reichstag zu Worms teil. Im Streit mit Erzbischof Hermann IV. und Dietrich von Bronkhorst-Batenburg um Alpen entschied das Reichskammergericht 1495 unter dem Vorsitz von Kammerrichter Graf Eitel Friedrich II. von Hohenzollern für Gumprecht I. von Neuenahr-Alpen. Die Kurkölner Belehnung Gumprechts I. mit Alpen wurde daraufhin erneuert.
Gumprecht I. von Neuenahr-Alpen und der Kurkölner Kanzler Dr. Johann Menchin (Menche) († 1504) nahmen 1496/97 für Erzbischof Hermann IV. am Reichstag in Lindau teil. Auf Bitten des Grafen Gumprecht I. von Neuenahr-Alpen verlieh König Maximilian I. dem Bischof Konrad IV. von Rietberg († 1508) von Münster und Osnabrück, dessen Mutter Jacoba von Neuenahr († 1492) gewesen war, 1498 alle Rechte beider Bistümer nebst Delmenhorst und Harpstedt. Gumprecht leistete auf dem Reichstag zu Freiburg stellvertretend den vorläufigen Lehnseid für den Bischof, seinen Cousin.
Gumprecht I. (III.) von Neuenahr-Alpen als Landesherr von Linnep und Wilhelm von Hammerstein, Richter in Ratingen und Angermund, ließen 1499 durch den offenbar fachkundigen „Meister“ Conrad Steinbrecher aus Alpen einige Frauen überprüfen, die der Zauberei bezichtigt worden waren und in jülich-bergischer Haft saßen. Meister Steinbrecher hielt die „besagten“ Frauen für unschuldig.
1499 bestätigte die Kanzlei König Maximilians I. Gumprecht I. von Neuenahr-Alpen das seinem Großvater Gumprecht II. von Neuenahr 1442 gewährte Lehen der Grafschaft Limburg. Über diesen Anspruch auf Limburg geriet Gumprecht I. von Neuenahr-Alpen in eine Fehde mit seinem Schwager Johann von Limburg-Broich, die erst 1505 nach seinem Tod beigelegt wurde.
Gumprecht I. von Neuenahr-Alpen und Adam Becker († 1510) nahmen 1500 für Erzbischof Hermann IV. von Hessen am Reichstag in Augsburg teil, Graf Gumprecht I. von Neuenahr-Alpen auch „für sich selbs“. Graf Gumprecht I. von Neuenahr-Alpen starb am Karfreitag 1504.
Nach dem Tod Gumprechts I. fungierten zunächst Domdechant Philipp von Dhaun-Oberstein (1463–1515), der 1508 als Philipp II. Erzbischof von Köln wurde, und Graf Philipp II. von Waldeck (1453–1524), später sein Vetter Graf Wilhelm II. von Neuenahr († 1552) als Vormund der minderjährigen Kinder und Vogt (Beistand) für die Witwe Amalie von Wertheim. 1510 belehnten die Vormünder im Namen der Söhne des verstorbenen Erbvogtes den Kölner Rentmeister und Bürgermeister Gerhard von Wasserfass († 1520) mit Gütern in Deckstein (heute Köln-Lindenthal), die dieser von der Familie Quatermart erworben hatte.

## Ehe und Nachkommen
Gumprecht heiratete im Jahr 1490 Gräfin Amalie von Wertheim (Ameley; Amelyn van Wirthem) (* 1460; † 1532) und hatte mit ihr folgende Kinder:
1. Gumprecht II. von Neuenahr-Alpen (* um 1503; † 1555)
⚭ (I) 1528 mit Anna von Bronckhorst
⚭ (II) 19. März 1536 mit Cordula (* 1516; † 1542), Tochter von Jobst I. von Holstein-Schauenburg
⚭ (III) 20. November 1542 mit Amöna (* um 1520; † um 1582), Tochter von Wirich V. von Daun-Falkenstein
2. Friedrich von Nuwenair (* 27. September 1504; † 1527),[30][31] wurde 1508 Domherr in Köln,[32] 1515 als Kanoniker am Kölner Dom und an St. Gereon an der alten Universität Köln (Universitas Studii Coloniensis) immatrikuliert, bewohnte ab etwa 1518 den Linneper Hof,[33][34] 1521 in Tübingen und 1521, 1523 in Bologna, 1526 verzichtete Dompropst Hermann von Neuenahr zu seinen Gunsten auf die Pfarre Holzheim, die Friedrich dem Kanoniker Johann Teschenmacher (Thessenmecher) aus Neuss übertrug.[35] 1526 bis 1527 Adjunkt am Reichskammergericht in Speyer, gestorben in Ungarn,[31] sein Nachfolger am Reichskammergericht wurde 1528 Graf Johann von Montfort und Rotenfels († 1547).